# 羅德西亞特種空勤團
羅德西亞特種空勤團（英語：Rhodesian Special Air Service，簡稱：SAS）是羅德西亞的一支特種部隊單位，分別由三個曾經存在的中隊組成。最早組建的“特種空勤團C中隊”在1951年馬來亞緊急狀態期間成立，由來自羅德西亞的志願者組成。該中隊期後於1953年解散，並於1961年改組為“特種空勤團C中隊（羅德西亞）”。在1978年，C中隊再被重新編制為“第1特種空勤團（羅德西亞）”。隨著在1980年羅德西亞由其繼承國辛巴威取代後，羅德西亞特種空勤團不再存在。

## 編制
馬來亞緊急狀態期間，一群來自南羅德西亞的志願者被送往馬來亞聯邦作戰，這些志願軍最初被稱為“遠東志願群”（The Far East Volunteer Group），後來改名為馬來亞斥候（Malayan Scouts）。他們被英國特種空勤團收編為“C中隊（馬來亞斥候）”。隨著這些羅德西亞志願軍在馬來亞的服役結束後，C中隊也在1953年解散。

## 在羅德西亞重新編制
羅德西亞特種空勤團的成立可以追溯到1959年11月，當時聯邦議會決定組建一支傘降評估分隊（英語：Parachute Evaluation Detachment，簡稱：PED），以研究在羅得西亞和尼亞薩蘭聯邦中軍事跳傘和傘降訓練的實用性，並對將來會否成立一支空降部隊的考量作出評估。雖然這個決定是由當時的聯邦國防部長約翰·摩爾·卡爾迪科特所提出，然而令該部隊重組為特種空勤團的幕後推手是羅伊·韋倫斯基爵士。
在1960年，一支英國皇家空軍分隊以“E中隊領袖”的名義駐紮在羅德西亞，並負責指導空降評估分隊進行訓練。1960年3月，對PED的評估已經完成，國防部讓參與課程的考生親身展示他們的跳傘技術。該實驗最終圓滿成功，故當局決定於7月組建一個歐洲式的常規特種空勤團中隊。在60年後期，羅德西亞當局創立了第1訓練單位，一旦這些士兵完成組隊及訓練，他們就會成為第1羅德西亞輕步兵團和特種空勤團C中隊的核心成員。
1961年初，6名來自空軍的志願者被送到英國的亞平敦皇家空軍基地進行跳傘導師訓練，而另一批志願軍官和士官則在英國完成了當地的特種空勤團選拔課程。這些人員回到羅德西亞後便立刻從第1訓練單位中招募志願者，並在1961年8月開始了選拔課程。當這些新兵在11月完成訓練後，馬爾科姆·巴羅（Malcolm Barrow）爵士命令他們展示跳傘技巧。
1961年後期，特種空勤團和塞盧斯斥候裝甲車團的總部被遷到羅德西亞北部的恩多拉軍營。翌年7月，舉辦第9次基礎訓練課程已獲得聯邦總理羅伊·韋倫斯基的批准。1962年8月，該部隊已有足夠兵力可進行部署，並被命名為“特種空勤團C中隊（羅德西亞）”（"C" Squadron (Rhodesian) Special Air Service）。
在羅德西亞聯邦於1963年末解體後，該中隊的大部份成員都離開了，留在南羅德西亞服役的士兵包括士官只有38人，這令部隊幾乎無法運作。其總部遷到位於索爾茲伯里的克蘭伯恩軍營。聯邦解體後的早期，特種空勤團發現他們難以吸引新兵前來應徵，這主要是歸因於加入部隊的要求太高，以及特種空勤團和羅德西亞輕步兵團士兵之間的敵意和厭惡感（大部份SAS士兵均來自羅德西亞輕步兵團）。
不過，特種空勤團和羅德西亞輕步兵團都在羅德西亞叢林戰爭期間於本土反叛亂作戰中扮演著相當重要的角色。
在對外軍事作戰方面，特種空勤團和塞盧斯斥候是羅德西亞的主力特種部隊。
另外，特種空勤團和羅德西亞輕步兵團都參與了最重要的對外作戰行動，包括在1977年11月的流浪者行動。該行動被認為是羅德西亞叢林戰爭期間最成功的行動之一，在行動中上述兩支部隊及其他羅德西亞部隊一共造成了3,000多名辛巴威非洲民族解放軍戰士死亡，另外5,000多人受傷。而羅德西亞方面只有2人陣亡，8人受傷。
在1978年6月，羅德西亞特種空勤團擴編為“第1特種空勤團（羅德西亞）”（1 (Rhodesian) Special Air Service Regiment），兵力增加至約250人，總部遷至一個叫“卡布里特”的新軍營。1980年12月31日，隨著羅德西亞的權力轉移到黑人手上，並改名為辛巴威後，羅德西亞特種空勤團也因而解散。

## 已知裝備

### 個人武器

#### 步槍
| 武器名稱 | 原產地 | 備註         |
| -------- | ------ | ------------ |
| SMLE     | 英国   | -            |
| AK系列   | 苏联   | 大量繳獲使用 |
| FN FAL   | 比利时 | -            |

#### 衝鋒槍
| 武器名稱     | 原產地 | 備註 |
| ------------ | ------ | ---- |
| 史特林       | 英国   | -    |
| American-180 | 美国   | -    |

#### 機槍
| 武器名稱 | 原產地 | 備註                         |
| -------- | ------ | ---------------------------- |
| RPD      | 苏联   | 大量繳獲使用，部份被改短槍管 |
| RPK      | 苏联   | 大量繳獲使用                 |
| FN MAG   | 比利时 | -                            |

#### 手槍
| 武器名稱    | 原產地 | 備註 |
| ----------- | ------ | ---- |
| FN Hi-Power | 比利时 | -    |

#### 反裝甲武器
| 武器名稱 | 原產地 | 備註         |
| -------- | ------ | ------------ |
| RPG-7    | 苏联   | 大量繳獲使用 |

## 另見
- 英國特種空勤團
- 澳洲特種空勤團
- 紐西蘭特種空勤團

## 外部連結
- Rhodesian and South African Military History （页面存档备份，存于）: An extensive collection of histories and analysis of Rhodesian and South African military operations, to the early 1980s